# Holy Knight
『Holy Knight』（ホーリーナイト）は、モバイルコミックサイト『ケータイ★まんが王国』で2010年10月29日より掲載の、宮崎摩耶による日本の漫画作品。吸血鬼をテーマとしたお色気学園シリアスラブコメディ。モバイルサイト連載時のタイトルは『Holy Knight 〜純潔と愛のハザマで〜』。2011年に小説化され、2012年にアニメ化される。

## 登場人物
岸本リリス
声 - 内田真礼
本名はリリス・メイル・コルア。ルーマニア出身のハーフの転校生。生まれながら真紅の眼とロングで真紅の髪を持ち、胸元には迫害時の焼き印の痕が刻まれている。両親とは幼い頃死別し、メイヨール候の元で育てられた。権力の象徴といわれる大剣カルブリヌスを持ち、伝承に従い心太の子を宿しその子と心太を殺すため、心太との性交を迫る。
水村心太
声 - 下野紘
立明教学園に通う九州出身の神社の息子。吸血鬼ハンター唯一の継承者でロミュアルドの子孫であるが、本人は何も知らない。
プラム・シュトリー
声 - 鈴村健一
リリスに忠誠を誓う、普段は丸々とした犬にしか見えない狼の使い魔。人間に変身もでき、その眼で人間を操ることが出来る。犬のものまねが得意。
槙村千鶴
声 - 巽悠衣子
心太の幼馴染。Gカップ。将来は小説家を夢見ている。心太に密かな想いを寄せるが、プラムに強姦される。
アニメでは処女喪失ではなくファーストキスを奪われたことに変更されている。
キャモット
声 - 竹達彩奈
心太が飼っている金銀オッドアイの黒猫。種族はズメウ。銀髪の少女に変身する。密かにシンタのダメ日記をつけている。
カミューラ・レ・ファ・ニュー
声 - 國分優香里
メイヨール候の元でリリスの養育係だった人物で、リリスを日本に導いた。種族はビビ。よっこいしょのポーズでコウモリに変身する。日本では下落合太田総合病院泌尿器科に勤める医師で、サディスティックな診療をしている。
メイヨール
声 - 中田譲治
公爵閣下と呼ばれる老紳士で、クリミア議会長。種族はノスフェラト。
クリフ
声 - 三木眞一郎
立明教学園古代民族学の教師。教会関係者。
坂本晶
声 - 山本希望
眼鏡をかけた立明教学園文芸部の少女。
柳田重行
声 - 利根健太朗
アニメオリジナルキャラ。公園でキャモットの写真を撮る萌え系カメラおたく。
リリス父
声 - 檜山修之
リリスの父。幼い頃にリリスを助けるために亡くなる。心太と面影が重なるらしい。
リリス母
声 - 櫻井智
リリスの母。幼い頃にリリスを助けるために亡くなる。
木村大介
声 - 竹内良太

## 単行本
ジーオーティーから「キャノプリCOMICS」で発売。
- Holy Knight 第1巻 2011年7月25日発売 ISBN 978-4860847487
- Holy Knight 第2巻 2013年2月23日発売 ISBN 978-4860848811

## 小説
集英社より「集英社スーパーダッシュ文庫」で発売の、川嶋一洋著者、イラスト宮崎摩耶によるライトノベル。
- Holy Knight 第1巻 2011年7月22日発売 ISBN 978-4086306256

## アニメ
『Holy Knight』は、CAMMOTアニメーションプロジェクト第一弾としてOVA化。全年齢向けのため性的シーンは大幅に変更されている。

### スタッフ
- 原作 - 宮崎摩耶 『Holy Knight〜純潔と愛のハザマで〜』（GOT刊）
- エグゼクティブプロデューサー - 坂本昭
- 監督 - 藤本ジ朗（1話）、島津裕行（2話）
- 脚本 - ふじみの舞
- キャラクターデザイン・作画監督 - 戸田麻衣
- 美術監督 - 杉本あゆみ
- 色彩設計 - 中島由紀恵
- 撮影監督 - 関谷能弘
- 音響監督 - 折田哲郎
- 編集 - 牧信公
- 音楽 - VI-M
- プロデューサー - 金子和照、木村大介、関谷康正
- アニメーションプロデューサー - 太田俊秀
- 協力 - GOT、アイムエンタープライズ
- アニメーション制作 - リリクス
- 企画・制作 - CAMMOT

### 主題歌
オープニングテーマ「Holy Knight」
作詞・作曲 - VI-M / 編曲 - 三浦誠司 / 歌 - 杉本リリス（内田真礼）
音楽制作 - CAMMOT / 音楽制作協力 - コズミッククレイ
エンディングテーマ「Nobodyknows」
作詞・作曲・編曲・歌 - 16th Labo

### 各話リスト
| 巻数  | 脚本       | 絵コンテ | 演出     | 作画監督 |
| ----- | ---------- | -------- | -------- | -------- |
| 第1巻 | ふじみの舞 | 島津裕行 | 藤本シ朗 | 戸田麻衣 |
| 第2巻 | ふじみの舞 | 島津裕行 | 島津裕行 | 戸田麻衣 |

### Blu-ray
Blu-rayのみのリリース。
- 第1巻 2012年3月21日発売
- 第2巻 2012年5月25日発売[1]

## ソーシャルゲーム
ソーシャルゲームがDMM.R18より2013年7月23日に配信開始された。18禁。